# 湊川の戦い
湊川の戦い（みなとがわのたたかい）は、南北朝時代の延元元年/建武3年5月25日（1336年7月4日）に、摂津国湊川（現・兵庫県神戸市中央区・兵庫区）で、九州から東上して来た足利尊氏・足利直義兄弟らの軍と、これを迎え撃った後醍醐天皇方の新田義貞・楠木正成の軍との間で行われた合戦である。

## 戦いに至るまで
この年の初め、2月に足利尊氏は新田義貞・楠木正成・北畠顕家らに豊島河原合戦で敗れて、京都を追われ九州へ落ち延びていた。ここで、正成が後醍醐天皇に、状況が宮方に有利な今のうちに足利方と和睦する事を進言するが、公家たちの失笑を買うだけだった（『梅松論』）。後醍醐天皇は、3月に義貞を総大将とする尊氏追討の軍を西国へ向けて派遣した。
義貞は播磨国の白旗城に篭城する足利方の赤松則村（円心）を攻めている間に時間を空費し、この間に尊氏は多々良浜の戦いで九州を制覇して体制を立て直すと、京都奪還をめざして東進をはじめた。尊氏は高師直らと博多を発ち、備後国の鞆津を経て、四国で細川氏・土岐氏・河野氏らの率いる船隊と合流して海路を東進した。
尊氏軍の東上に遭い、撤退を始めた新田軍に赤松勢が追撃を仕掛け、新田軍は大量の寝返りや足利軍への投降者を出しながら敗走した。一気に陣営がやせ細ってしまった義貞は、5月13日に兵庫（現・兵庫県神戸市兵庫区）まで兵を退いて軍の立て直しを図った。
足利軍が京に迫り、義貞から兵庫へ退却したとの早馬がもたらされると、後醍醐天皇は正成を呼び出した。正成が京都から撤退して足利軍を京都に引き入れた後に新田軍・楠木軍で挟撃する作戦を主張したのに対し、公家の坊門清忠はたびたびの動座（天皇の行在所への移動）は体面が悪いとしてこれを退けた。後醍醐天皇は坊門清忠の意見を受け入れ、正成に兵庫で足利軍と戦うよう命じ、5月16日に正成は援軍として兵庫に下向した。
24日、正成は兵庫に到着し、義貞の軍勢と合流した。正成は義貞と合流したのち会見し、義貞に朝廷における議論の経過を説明した。その夜、義貞と正成は酌み交わし、互いに胸の内を吐露した。義貞が官軍総大将としての辛く苦しい胸の内を明かすと、正成は義貞が武徳によって鎌倉幕府を滅ぼしたことや尊氏を九州に追いやったことなどを褒めたたえ、玉砕覚悟の義貞を慰めると同時にたしなめた。

## 経過

### 開戦・新田軍と楠木軍の分断
25日の辰刻（午前8時頃）、海から足利尊氏の率いる軍が湊川に到達し、新田・楠木連合軍と対峙した。他方、陸からも足利直義を司令官とする陸上軍主力の大軍が西国街道を進行し、接近しつつあった。海からの大船団を『太平記』は「呉と魏が天下を争った赤壁の戦いを凌ぐ」とさえ述べているが、義貞も正成も足利方の大軍に対して少しもひるむことはなかったという。
水軍を用意できなかった新田軍は、脇屋義助を将に一族23人、総勢5千余騎を経島に、大館氏明を将に一族16人、総勢3千人を灯炉堂の南の浜にそれぞれ布陣させ、陸地からの敵に備えさせた。義貞自身は総大将であり、諸将への軍令を出すため、和田岬に2万5千の兵で布陣した。一方、楠木軍は他家の軍勢を入れず、700余騎で湊川西の宿（湊川の西側、本陣の北西にあたる会下山）に布陣し、陸地から攻めてくる敵に備えていた。
この義貞の陣立ては、「不思議な陣立て」であったと言われる。義貞は南から上陸してくる足利軍の軍船に背中を向けるばかりか、北に陣取った楠木正成と脇屋義助が撃破されてしまうと、東西南の三方向が海に面している和田岬が足利軍に完全に包囲され退路をふさがれてしまう形になる。義貞はあえて「背水の陣」を敷いて、配下に決死の覚悟で合戦に挑むよう促したと推測される。
やがて、海と陸から進んできた足利軍は互いに近づいて攻め寄せ、海の軍勢が太鼓を鳴らして鬨の声を上げれば、陸にいた軍勢もまた呼応して鬨の声を上げた。他方、官軍もまた楯の端を鳴らして箙を叩き、鬨の声を上げた。『太平記』によると、互いの鬨の声は、南は淡路の絵島ヶ崎（淡路市絵島）、鳴門（徳島県鳴門市）の沖、西は播磨路須磨（神戸市須磨区）の浦、東は摂津国生田の森（神戸市三宮、御影付近）にまで、300余里四方に響きわたるほどであったという。
『太平記』によると、新田方の本間重氏が先に海の足利方に矢を射かけ、海の足利方も尊氏の命を受けた佐々木顕信が射返す、いわゆる矢合わせが行われた。その後、海から200余騎が経島に押し寄せて上陸したが、脇屋義助は500余騎で包囲し、左右両側から射てこれを激しく攻撃した。細川定禅は200余騎が皆討ち死にしたのを見て上陸を命じ、大船700艘からなる四国の軍勢が紺部の浜に上陸しようとした。兵庫島周辺三ヶ所に展開していた5万余騎は足利軍を迎え撃ったが、多勢に無勢であり、周辺の船着場は防御が手薄になったため、中国、九州の兵船60余艘が和田岬に押し寄せた。
少弐頼尚は和田岬の新田軍に側面から攻撃をかけた。また、斯波高経の軍は山の手から会下山に陣する楠木正成の背後に回った。細川水軍は義貞達を引き付けるためにあえて水軍を東へ移動させ、東側から上陸しようと見せかけた。義貞、義助らが誘導されてきたところを、船団の後方の軍船が方向転換して和田岬（駒ヶ林とも）から上陸し、新田、楠木の両軍を分断した。義貞は先頭に立って東側に上陸しようとする細川水軍こそ尊氏の本隊だと誤認していたようだが、実際には尊氏は方向転換して和田岬へと上陸した最後尾の軍船に乗船していた。
細川定禅が海路を東進し生田の森から上陸すると、義貞は退路を絶たれる危険を感じて戦線を離脱して東走し、楠木軍は孤立した。ここで誰も居なくなった和田岬から、悠々と尊氏の本隊が上陸した。合戦の趨勢は細川水軍の突撃が契機となって、一気に足利有利に傾いた、と山本隆志は評している。尊氏の奇襲作戦は奏功した。

### 正成の奮戦・自害
楠木正成は新田義貞と分断されたのち、弟の楠木正季に「敵に前後を遮断された。もはや逃れられない運命だ」と述べ、前方の敵を倒し、それから後方の敵を倒すことにした。
正成は700余騎を引き連れ、足利直義の軍勢に突撃を敢行した。菊水の旗を見た直義の兵は取り囲んで討ち取ろうとしたが、正成と正季は奮戦し、ついには直義の近くまで届き、足利方の大軍を蹴散らして須磨、上野まで退却させた。直義は楠木軍に追いつかれたが、薬師寺十郎次郎が奮戦し、辛くも逃げ延びることができた。
尊氏は直義が退却するのを見て、「軍を新手に入れ替えて直義を討たせるな」と命じた。そのため、吉良氏、高氏、上杉氏、石堂氏の軍6千余騎が湊川の東に駆けつけて後方を遮断しようとしたため、正成は正季ともに引き返して新手の軍勢に立ち向かった。
6時間の合戦の末、正成と正季は敵軍に16度の突撃を行い、楠木軍は次第に数を減らし、ついに73騎になっていた。疲弊した彼らは湊川の東にある村の民家に駆け込み、正成と正季は刺し違えて自害し、残りの腹心である和田正隆らも皆自害した。また、このとき菊池武吉が兄菊池武澄の使いで須磨口での戦いの様子を見に来ていたが、彼は正成の自害する場に行き、見捨てることができないことを理由にともに自害した。

### 足利・新田方の激突
楠木正成の戦死後、尊氏と直義は合流し、新田義貞の攻撃へ向かった。義貞は西宮に逃がれていたが、ここに来ている軍勢は相手にすべき敵ではなく、湊川から襲来する軍勢、つまり尊氏、直義こそが本来の敵であると感じ、西宮から軍勢を返した。そして、義貞は4万余騎の軍勢を三方に分け、生田の森を背にして足利軍と激しく激突した。
まず、新田方の大館氏明、江田行義らが率いる3千余騎が細川氏、仁木氏の6万余騎に襲い掛かった。互いに多数が討ち取られて双方が引くと、新田方の中院定平、大江田氏経、里見氏、鳥山氏が5千余騎で高氏、上杉氏の8万騎に襲い掛かり、一時間ほど戦った。それらの軍勢も疲弊して自陣に退くと、今度は新田方の脇屋義助、宇都宮公綱、菊池武重、河野氏、土居通増、得能通綱の1万騎が、直義、吉良氏、石堂氏ら10万騎に攻めかかった。そして、義貞自身も左右に2万3千騎を左右に立て、尊氏の軍勢30万騎に攻めかかった。
双方の軍勢は互いに譲らず、この激しいぶつかり合いで大勢の兵士が戦死した。合戦は『太平記』で、「天を響かし地を動して攻め戦ふ」「両虎二龍の戦い」「新田・足利の国の争ひ今を限りとぞ見えたりける」と記されるほどの激しさに及んだ。合戦の規模からすると、新田と足利の合戦が湊川の合戦の本戦と呼べる。

### 義貞の奮戦・官軍の撤退

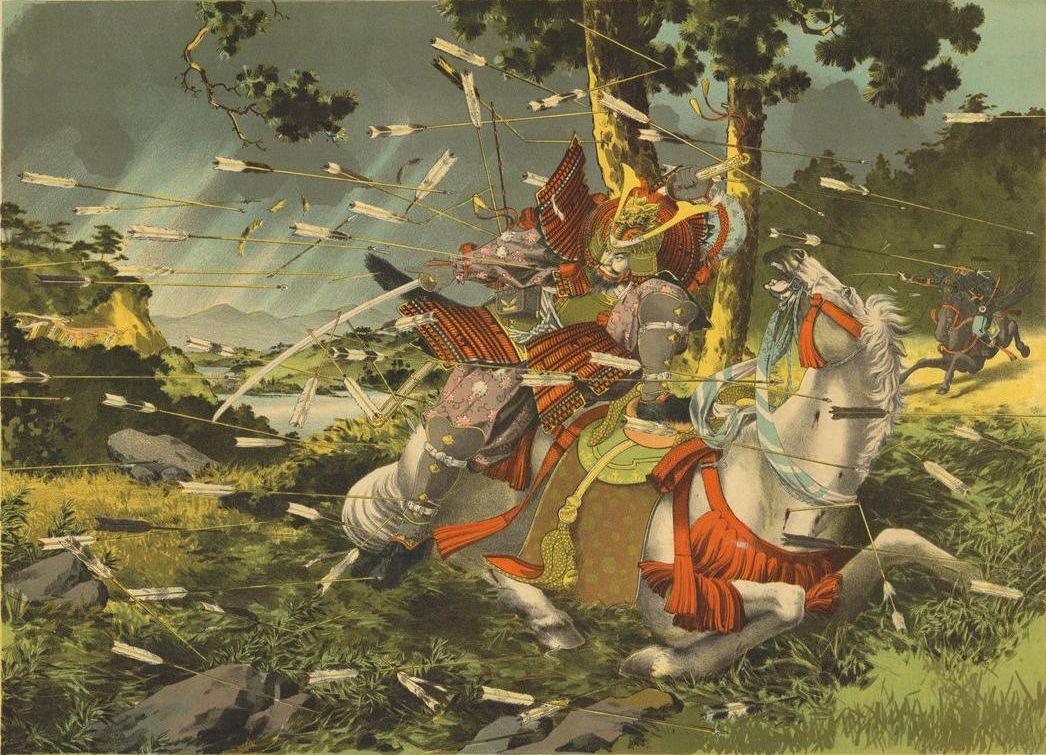
生田森の戦いにおいて鬼切鬼丸を振るって奮戦する新田義貞（『新田義貞、生田林の戦いにおいて小山田高家の身代わりとなる』笠井鳳斎原画、土屋光逸画、1900年）

しかし、足利方との兵力差は歴然であり、義貞ら宮方が命がけで戦っても戦況を覆すことはできなかった。新田軍は敗北し、残っていた5千余騎の軍勢は生田の森の東から丹波路に逃がれた。足利方はこれを急追し、義貞は味方を京へと逃がすために後方に下がり、大将みずから殿軍を務めた。
殿軍を務める義貞を足利方は激しく攻撃し、義貞は乗っていた馬が矢を射られて負傷しても求塚の上に降り、味方からの乗り換えの馬を待ちながら戦った。義貞は足利方に包囲されたが、足利方の兵は義貞の気迫に押されて近寄れなかったため、遠巻きにして矢を射た。このとき、義貞は源満仲の代から伝わる源氏重代の宝刀、鬼切、鬼丸の二振りの太刀を左右の手に持ち、それらを振るって奮戦した。『太平記』によると、義貞は16本の矢を落としたとされ、その様子を「其有様、譬（いわ）ば四天王、須弥の四方に居して同時に放つ矢を、捷疾鬼走廻て、未其矢の大海に不落著前に、四の矢を取て返らんも角やと覚許也」と評している。
やがて、義貞の窮地を見た配下の小山田高家が駆けつけ、自身の馬を義貞に渡して徒歩になり、敵兵を防いで義貞の命を救い、その間に義貞は味方の軍勢に合流して難を逃れた。高家は秩父平氏・小山田氏の系譜を引く武将と見られ、建武3年3月に播磨で刈田狼藉を行い軍令違反に問われていたが義貞に赦免され、その恩義から義貞の身代わりになったという。ただし、この逸話は『太平記』古本には見られず、後世の加筆である可能性が考えられている。
官軍総大将である義貞は残兵を纏めて6千騎で京へと帰還し、京の人々は攻めてくる足利方の軍勢に慌てふためいた。朝廷では官軍敗北の場合は東坂本（比叡山）へ臨幸することが決まっていたので、27日に後醍醐天皇は三種の神器とともに京を離れた。義貞や脇屋義助ら新田一族もその護衛として、後醍醐帝の臨幸に同行した。

## 考察
湊川合戦における正成、義貞の敗北の何よりの原因は、兵力の多寡にあるとされる。『太平記』においては、正成、義貞共に、「敵は勢いに乗り大軍を率いているが、一方我々の軍勢は疲弊して人数も少なくなっている」と語っている。また、義貞と正成の間に戦術面における連携の不備があったとも言われる。
決戦の地であった当時の神戸市付近は現在よりも海面が高かったこともあり、今以上に海が六甲山地に迫っていて平地が狭く、大軍の行動には適さなかった。そのため、宮方は水軍を全く持っていなかったことが決定的な敗因となった。
また、山本隆志は『深堀文書』五月二十五日書状案において、この戦いの中で敗走する新田方30余人を生け捕りにした「芥河河原村輩」と呼ばれた人々に注目している。これらは武士ではない村人であり、このような人々が新田方に挑んで何十人も生け捕りにするなど無視できぬ戦力であったことは、戦国時代だけではなくこの南北朝時代にも言える、と山本は述べている。

## 後世への影響

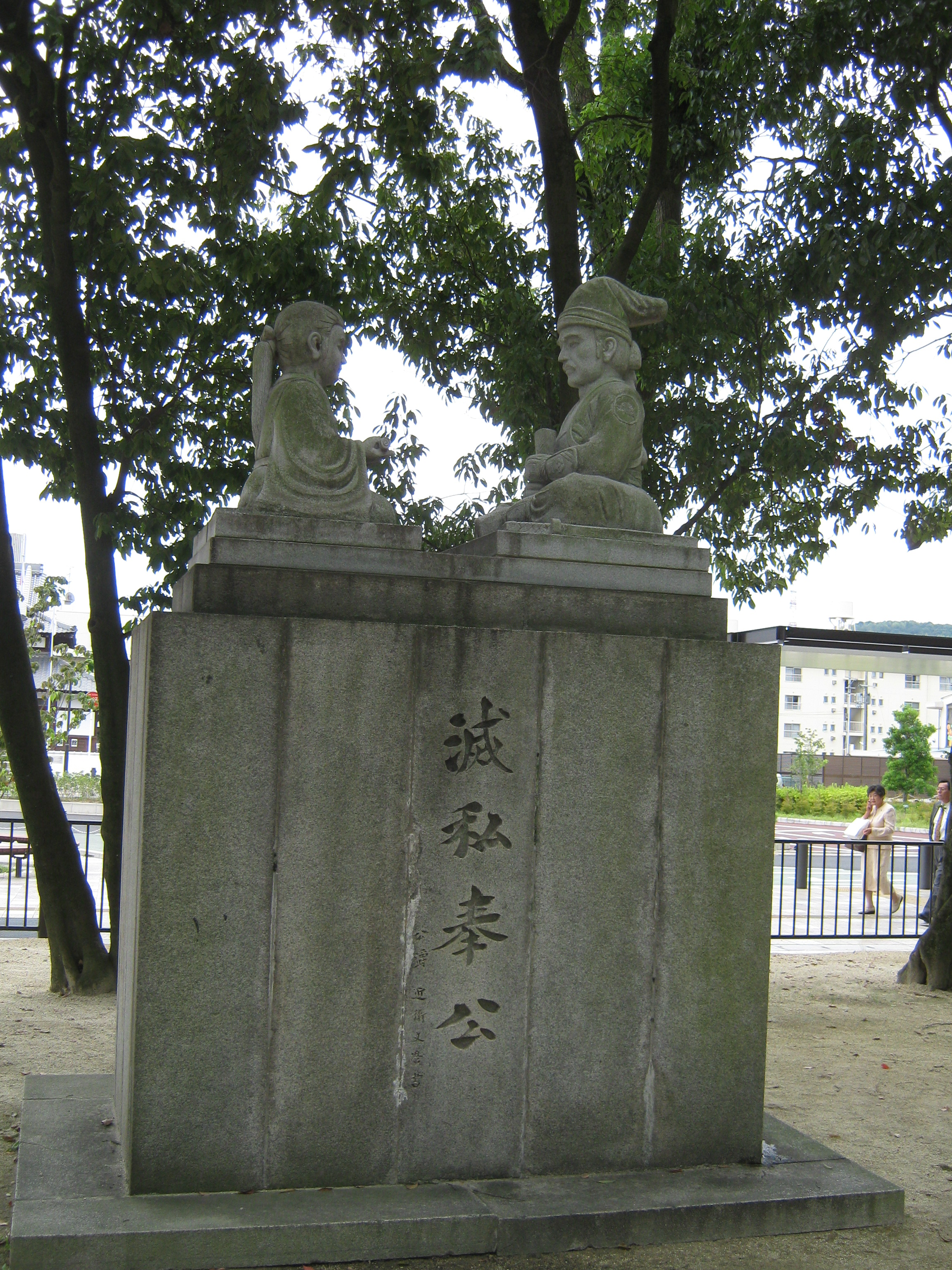
櫻井之驛址にある父子別れの像

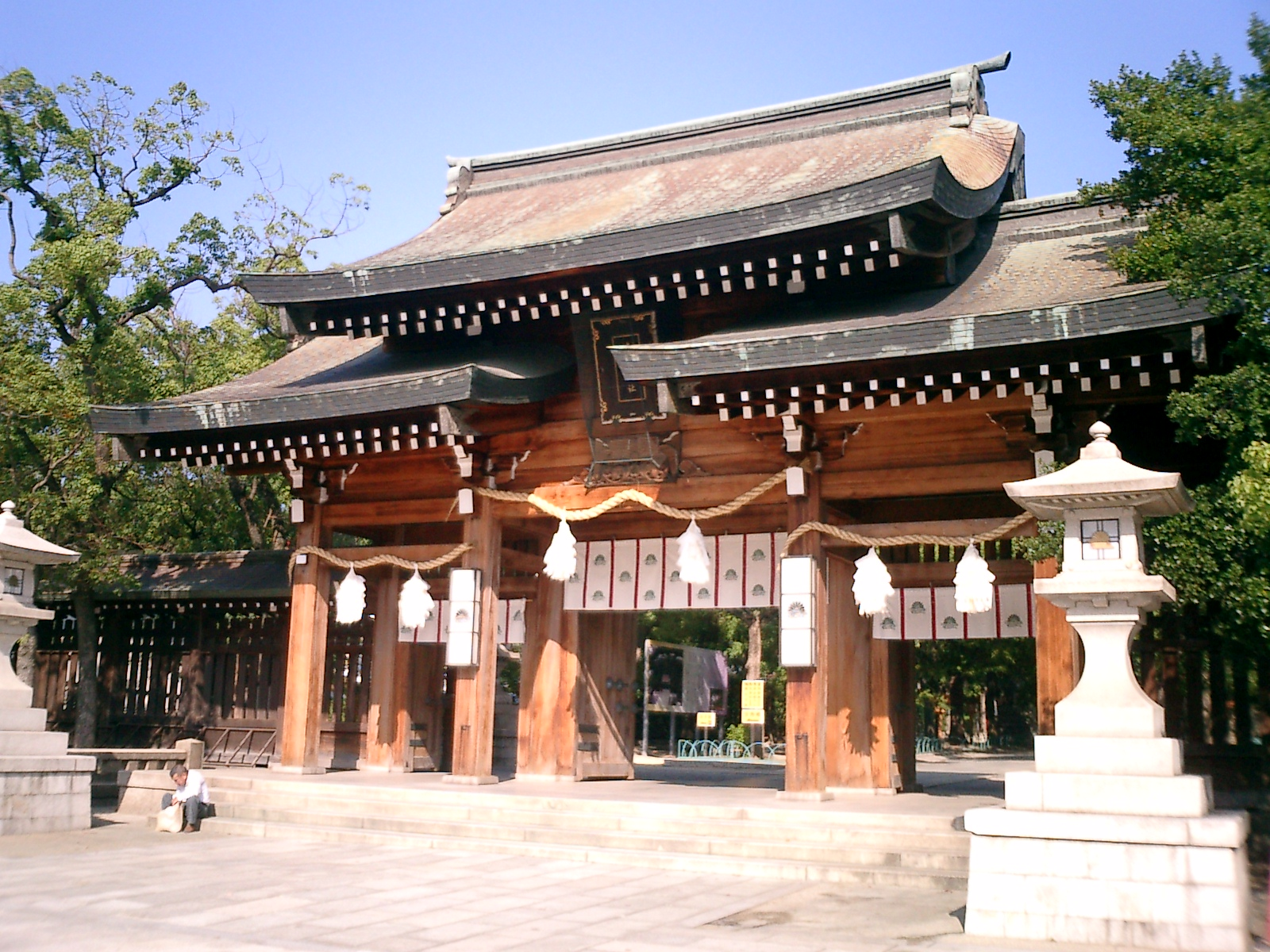
湊川神社（楠木正成を主祭神とする）

湊川の戦いや、正成が出陣前に嫡子の楠木正行を本拠地の河内国へ帰した「桜井の別れ」などは、勝ち目のない戦と知りながら天皇のために忠義を尽くして死んだとして講談などで人気を博し、戦前の皇国史観教育や唱歌などでも盛んに取り上げられた。
現在の兵庫県神戸市中央区には、正成・正季兄弟終焉の地として楠木一族を祭神に祀った湊川神社があり、徳川光圀自筆の「嗚呼忠臣楠子之墓」の石碑などが存在する。
幕末期、長州藩は破約攘夷を目指した。長州藩士兼重譲蔵の述懐によれば、文久2年（1862）7月6日、京都河原町での君前会議にて、藩論を決定するにあたり、桂小五郎、周布正之助は藩士に「二百人でも三百人でも、京都へ出て居る人数の中で、お互い湊川をやる見込みより外に仕方ない。それならば申し分はない。つまり百人でも二百人でも、揃うて湊川をやると決心する」と言って説得した。
太平洋戦争末期の1944年6月15日のあ号作戦の際、五二一空が「銀河」8機で編成された攻撃隊「鵬部隊」でマリアナ沖のアメリカ海軍機動部隊に対する攻撃に出撃したものの、敵艦隊の迎撃により全滅した。この部隊の飛行隊長であった海軍少佐江草隆繁はマリアナ進出前に家族に対して「今度は湊川だよ」と語っている。1945年3月21日の九州沖航空戦の際には、神風特別攻撃隊第一神雷桜花隊、第一神雷攻撃隊（桜花とその母機である一式陸上攻撃機で編成された攻撃隊）は、九州南方沖に迫ったアメリカ海軍高速空母機動部隊に対する攻撃に出撃したものの、敵の艦上戦闘機部隊の迎撃により全滅した。この部隊の指揮官であった海軍少佐野中五郎は、鹿屋基地を出撃する際に、「これは湊川だよ（＝湊川の戦いのような勝ち目のない戦だ）」と嘆息したと言われている。終戦時の8月15日には、上述の九州沖航空戦を指揮し第一神雷攻撃隊による攻撃を指示した第五航空艦隊司令長官の海軍中将宇垣纏が沖縄方面へ特攻を行い戦死したが、その際の日記『戦藻録』に「余又楠公精神を以て永久に尽くすところあるを期す。一六〇〇幕僚集合、別杯を持ちあり。之にて本戦藻録の頁を閉ず」と締めくくっており、湊川になぞらえていた事が分かる。戦後、東京水交社で行われた海兵四十五期級友会でも、土井申二が詠んだ「宇垣纒中将並に十七勇士菊水塔」への献詠の中に「精忠不朽湊川似」の一節があり、部下からもそのように見られていたことがうかがえる。